# Leandro Silva (cavaleiro)
Leandro Aparecido da Silva (Cáceres, 8 de abril de 1976) é um cavaleiro brasileiro.

## Biografia
Começou a cavalgar aos 11 anos, quando seus pais foram trabalhar no Haras Itapuã. Aos 14 anos passou a competir nas provas de adestramento.
Competiu nos Jogos Pan-Americanos de 2003 em Santo Domingo. Em 2008, foi aos Jogos Olímpicos de Pequim.
Integrou a delegação brasileira que disputou os Jogos Pan-Americanos de 2011 em Guadalajara, no México, e terminou a competição em 4º lugar por equipe.
Nos Jogos Pan-Americanos de 2015, em Toronto, no Canadá, foi bronze por equipes ao lado de João Paulo dos Santos e João Victor Oliva.
Em julho de 2020 foi filmado cometendo maus tratos injustificados a um pônei.